# Hyperprosopon ellipticum
Hyperprosopon ellipticum és una espècie de peix pertanyent a la família dels embiotòcids.

## Descripció
- Pot arribar a fer 27 cm de llargària màxima.
- 8-10 espines i 25-28 radis tous a l'aleta dorsal i 3 espines i 29-34 radis tous a l'anal.
- És de color verd fosc al dors amb els flancs i el ventre platejats.
- Presenta un cert nombre d'estretes franges verticals de color rosa pàl·lid daurat.
- Aletes pectorals incolores.[6][7][8]

## Hàbitat
És un peix marí, demersal i de clima subtropical que viu fins als 110 m de fondària.

## Distribució geogràfica
Es troba al Pacífic oriental: des del sud de la Colúmbia Britànica (el Canadà) fins al nord de la Baixa Califòrnia (Mèxic).

## Observacions
És inofensiu per als humans, la seua esperança de vida és de 7 anys i no té molta importància com a trofeu esportiu a causa de la seua petita mida.